# Nanauta
Nanauta es un pueblo y nagar Panchayat situado en el distrito de Saharanpur en el estado de Uttar Pradesh (India). Su población es de 22551 habitantes (2011). 

## Demografía
Según el censo de 2011 la población de Nanauta era de 22551 habitantes, de los cuales 11847 eran hombres y 10704 eran mujeres. Nanauta tiene una tasa media de alfabetización del 68,26%, superior a la media estatal del 67,68%: la alfabetización masculina es del 75,84%, y la alfabetización femenina del 59,90%.